# 西斯利德勒
西斯利德勒（挪威語：Vestre Slidre）是挪威的一個市镇，位於内陆郡，行政中心为斯利德勒村。市镇面积为463平方公里，人口数量为2,304人（2004年），人口密度为每平方公里5人。